# Canari (Francia)
Canari è un comune francese di 324 abitanti situato nel dipartimento dell'Alta Corsica nella regione della Corsica.

## Geografia
Canari è situato sulla costa occidentale del Capo Corso.
Canari è un comune sparso formato dai seguenti centri abitati: Vignale, Chine, Pieve, Piazza, Marinca, Longa, Olmi, Pinzuta, Solaro, Ercuna e Imiza, in collina, Scala e Canelle sul mare. I centri di Linaghje, Salge e Masogna sono disabitati.

## Monumenti e luoghi d'interesse
- Chiesa di Santa Maria Assunta, romanico pisana, del XII secolo.
- Chiesa di San Francesco, barocca, del XVI secolo.

## Società

### Evoluzione demografica
Abitanti censiti